# Priaires
 Priaires  (también se utiliza el homófono Priaire) es una población y comuna francesa, situada en la región de Poitou-Charentes, departamento de Deux-Sèvres, en el distrito de Niort y cantón de Mauzé-sur-le-Mignon.

## Demografía
| 126 | 147 | 130 | 129 | 113 | 126 |
| Para los censos de 1962 a 1999 la población legal corresponde a la población sin duplicidades (Fuente: INSEE [Consultar]) |     |     |     |     |     |